# Otto Bøgh
"
Hardenack Otto Conrad Bøgh (19. december 1846 i Skamstrup Præstegård – 14. september 1910 i Tranekær) var en dansk godsadministrator. Hans kombination af fornavne skyldtes, at han var opkaldt efter farens ven og studiekammerat, biskop H.O.C. Laub, som igen var opkaldt efter sin morfar, syngemester H.O.C. Zinck. Han kaldtes dog altid Otto. Han var søn af provst Nicolaj Seidelin Bøgh (1805-1880) og hustru Charlotte Bøgh, født Dons (1816-1888). Bror til forfatterne Frederik Bøgh (1836-1882) og Nicolai Bøgh (1843-1905). 
Otto Bøgh blev gift i 1874 med Eleonore Møller (1849-1930), datter af godsforvalter ved Grevskabet Langeland Bertel Leonor Møller (1810-1881) og hustru Ingertha Møller, f. Bojesen (1819-1907). Han var far til bl.a. rektor Frederik Bøgh (1880-1967), klosterpræsten Svend Bøgh (1886-1979) og missionæren Eli Bøgh (1893-1981). 
Efter at have taget realeksamen fra Haderslev Lærde Skole blev Otto Bøgh i 1865 ansat som kontorist på Grevskabet Langelands godskontor. I 1867 rejste han til København for at forberede sig til eksamen for ustuderede jurister, og han blev exam.jur. 1869. Herefter vendte han efter et par års forløb tilbage til Grevskabet Langeland, hvor han navnlig bistod med det store frasalg af fæstegodset, som var indledt nogle år i forvejen. 
Bøgh viste sig hurtigt som en meget talentfuld godsadministrator, og i 1879 efterfulgte han sin svigerfar Bertel Leonor Møller som godsforvalter. Han forestod i denne funktion en lang række moderniseringer af administration og drift af det store gods. 
Da Christian lensgreve Ahlefeldt-Laurvig i 1889 arvede godset efter sin far, skiftede Bøgh titel til godsinspektør og skulle herefter i højere grad tage sig af de større linjer i godsets udvikling i et nært samarbejde med lensgreven. Det satte yderligere gang i moderniseringerne af grevskabet, som i denne periode kom til at fremstå som et forbillede for andre danske storgodser, også fordi lensgreven var en fremsynet mand, som ønskede at eksperimentere med nye dyrkningsformer og nye metoder inden for husdyrholdet. Det var i de danske godsers sidste store blomstringstid, inden lensafløsningen i 1919 ændrede radikalt på vilkårene, og et gods som Grevskabet Langeland spillede en enorm rolle for landbruget og den økonomiske udvikling på hele Langeland og de omkringliggende områder. 
Bøgh fungerede derudover som rådgiver for den øvrige ahlefeldt-laurvigske familie, som sidst i 1800-tallet og i årene omkring 1900 købte og giftede sig til store godskomplekser som Egeskov (Ahlefeldt-Laurvig-Bille), Hvidkilde (Ahlefeldt-Laurvig-Lehn), Eriksholm og Ulstrup.
Han var desuden involveret i en række større projekter ved andre danske godser. Således var han rådgiver for lensgreve Wedell på Wedellsborg ved modernisering af godsadministrationen der. Da besidderen af Baroniet Scheelenborg og Stamhuset Taasinge døde i 1900, og godserne kom under administration i forbindelse med arveskiftet, fungerede Bøgh som rådgiver for administrationskommissionen. Det var ikke mindst regnskabsvæsenet, som Bøgh forbedrede markant på de godser, han havde berøring med. Der taltes ligefrem om "det langelandske" eller "det Bøghske" regnskabssystem. Ved sin død var han i gang med en større omlægning af Det Classenske Fideicommis' regnskabsvæsen.
Ved Frederik lensgreve Ahlefeldt-Laurvigs 25-års jubilæum som lensbesidder i 1881 blev han selv udnævnt af Kongen til konferensråd og Bøgh fik titel af justitsråd.
Det Bøghske hjem i Tranekær var præget af en dybfølt kristendom, hvilket fik stor betydning for børnenes livsforløb. Otto Bøgh selv var meget kirkeligt engageret og var uhyre optaget af sit medlemskab af det første kirkelige udvalg, der blev nedsat ved lov i 1903, og som havde til opgave at opfylde Grundlovens løfteparagraf om, at Folkekirkens forhold skulle ordnes ved lov. Arbejdet endte – som de to følgende kirkelige udvalg – uden at målsætningen blev opfyldt.